# Yessica Sáez
Yéssica Sáez Barrios (Chitré, provincia de Herrera de Panamá, 22 de abril de 1986) es una ingeniera en Electrónica y Telecomunicaciones, con doctorado en Ingeniería Eléctrica por la Universidad de Texas, docente e investigadora a tiempo completo por la Universidad Tecnológica de Panamá en el Centro Regional de Azuero.
En 2022 se convirtió en la primera panameña en ser elegida como miembro del comité permanente Mujeres en Ingeniería de Comunicaciones (WICE, por sus siglas en inglés) de la Sociedad de Comunicaciones (ComSoc) del Instituto de Ingenieros Eléctricos y Electrónicos (IEEE) a nivel global y que busca dar visibilidad a las mujeres profesionales en el campo de la ingeniería.

## Biografía
Nació el 22 de abril de 1986 en Chitré, provincia de Herrera. Cursó la primaria en la escuela de Agua Buena de Los Santos, el pueblo donde creció.
Terminó la secundaria en el colegio Francisco Ignacio Castillero, de Guararé.
Desde niña siempre tuvo afinidad por las asignaturas que tenían que ver con números, como la matemática y la física.
Cuando tenía 13 años, su hermano mayor ingresó a la Universidad Tecnológica de Panamá en la carrera de Ingeniería Civil. Verlo estudiar con sus compañeros y manejar números y cálculos, hizo despertar en ella su deseo de ser ingeniera.
Mientras cursaba el quinto año del colegio, hubo una feria de universidades. Le llamó la atención la Ingeniería Electrónica y Telecomunicaciones, carrera que estudió en la Universidad Tecnológica de Panamá, entre el campus de Azuero y Ciudad de Panamá.

Es autora de un libro autobiográfico titulado Una mordida a la vez, que relata su historia de lucha y supervivencia contra el cáncer de mama. 
Una parte de mí, que no me define por completo pero que forma parte de mi esencia, es que soy sobreviviente de cáncer de mama y aún me encuentro en remisión. Por esto, también disfruto mucho realizar actividades de concienciación sobre la detección temprana y programas de voluntariado social 

## Vida profesional

### Trayectoria académica
- Doctora en Ingeniería Eléctrica. Ph.D. en la Universidad de Texas, en agosto de 2015. Especialidad: Seguridad en sistemas de comunicación. Disertación: Eliminación de errores en el intercambio de clave segura KLJN y aplicaciones vehiculares.
- Maestría en Ingeniería Eléctrica. Universidad de Texas, diciembre de 2011. Especialidad: Ingeniería en Telecomunicaciones.
- Especialización en Docencia Superior. Universidad del Istmo; Chitré, Herrera. Panamá. Noviembre 2017
- Licenciada en Ingeniería Electrónica y Telecomunicaciones. Universidad Tecnológica de Panamá, Panamá, septiembre de 2009. Especialidad: Ingeniería en Telecomunicaciones. Tesina: Desarrollo e Implementación de Señalización y Conmutación para Roaming Internacional en redes GSM y GPRS.[3]

### Experiencia docente
- En la Universidad Tecnológica de Panamá es docente de cursos de postgrado y maestría. Instructora de Metodología de la Investigación a nivel de Maestría en las Facultades de Ingeniería Eléctrica, Ingeniería Industrial y Ciencia y Tecnología
- En la Universidad de Texas fue instructora asistente de cursos de pregrado e instructora de laboratorio para el curso de Comunicaciones Digitales a nivel de pregrado en el departamento de Ingeniería Eléctrica (primavera 2014, primavera 2015)
- Participa como mentora del programa de Jóvenes Científicos de la Secretaría Nacional de Ciencia, Tecnología e Innovación (Senacyt)

### Trayectoria como investigadora
- Investigadora a tiempo completo en la Universidad Tecnológica de Panamá desde febrero de 2016 a la actualidad
- Es co-coordinadora del grupo de Investigación Ingeniería de Telecomunicaciones y Sistemas Inteligentes Aplicados a la Sociedad.
- Colabora en el proyecto Desarrollo de un sistema prototipo para la movilidad de personas con discapacidad visual en el transporte público de pasajeros en ciudades de Panamá con base en tecnologías electrónicas asistidas (se conoce con el acrónimo Movidis). Es financiado por la Secretaría Nacional de Ciencia, Tecnología e Innovación (Senacyt)
- Trabaja en proyectos que promueven la integración masiva de vehículos eléctricos a la red eléctrica, en el estudio de indicadores de contaminación ambiental
- Es revisora de artículos de docentes, investigadores y estudiantes del núcleo Azuero de la Universidad Tecnológica de Panamá, desde enero de 2017 hasta el presente
- Es revisora para la revista en inglés Fluctuations and Noise Letters desde junio de 2015[4]

## Publicaciones
- Modelado de estaciones de recarga lenta para vehículos eléctricos mediante software: revisión del estado del arte. Revista de Iniciación Científica, 2021.
- Diseño de un Sistema basado en Internet de las Cosas para Monitoreo de Contaminantes de Aire, 2021
- Seguridad cibernética en las redes eléctricas inteligentes: Amenazas y desafíos,Prisma Tecnológico, 2017.
- Diseño de un dispositivo para el monitoreo remoto no invasivo en pacientes con COVID-19, que se encuentren en aislamiento domiciliario. Revista De Iniciación Científica, 2021.
- Mejoramiento del uso de suelo en la agricultura mediante herramientas basadas en optimización. I+D Tecnológico, 2021.

## Actividad gremial
- Es la directora de divulgación de la Asociación Panameña para el Avance de la Ciencia (Apanac)
- Presidenta de la Sociedad de Comunicaciones (ComSoc) del Instituto de Ingenieros Eléctricos y Electrónicos (IEEE), sección Panamá y miembro de la Junta Directiva para el periodo 2023-2024
- Es voluntaria del grupo de afinidad Mujeres en Ingeniería del IEEE, sección Panamá.[5]

## Reconocimientos
- Miembro del Sistema Nacional de Investigación: Categoría: Investigador Nacional I.
- Beca para realizar estudios de doctorado en los Estados Unidos de América, concedida por el convenio Instituto para la Formación y Aprovechamiento de Recursos Humanos- Secretaría Nacional de Ciencia, Tecnología e Innovación. 2010
- Primera panameña en ser elegida como miembro del comité permanente Mujeres en Ingeniería de Comunicaciones (WICE, por sus siglas en inglés) de la Sociedad de Comunicaciones (ComSoc) del Instituto de Ingenieros Eléctricos y Electrónicos (IEEE) a nivel global
- Electa para la junta directiva de la sección Panamá del Instituto de Ingenieros Eléctricos y Electrónicos (IEEE-Panamá), periodo 2023-2024
- Ganadora de la Gala Oye Mujer, categoría Mujeres en la innovación, organizado por el canal de televisión Oyemujer de Panamá (marzo de 2023)